# Козин, Вадим Алексеевич
Вади́м Алексе́евич Ко́зин (21 марта [3 апреля] 1903, Санкт-Петербург — 19 декабря 1994, Магадан) — советский эстрадный певец (лирический тенор), композитор, поэт, автор нескольких сотен песен.

## Биография
Вадим Козин родился 21 марта (3 апреля) 1903 года в Санкт-Петербурге, в семье петербургского купца первой гильдии Алексея Гавриловича Козина и цыганки из хоровой династии Ильинских-Санкиных Веры В. Ильинской. Отец умер рано, поэтому Вадим был вынужден прервать обучение в гимназии, чтобы помогать матери и сёстрам.
Артистическую карьеру Козин начал тапёром, озвучивая немые кинофильмы. Потом начал петь. Выступал на эстраде с 1920-х годов. Пел в комическом хоре «Комхор» А. В. Чарова, затем начал сольные выступления, исполнял цыганские песни и романсы («Калитка», «Утро туманное», «Мой костер»), произведения русских композиторов, собственные сочинения.
Популярность Козина в крупных городах России, а особенно в Ленинграде, в 1930-х годах была фантастической. По воспоминаниям современников, за грампластинками Козина выстраивались огромные очереди. Во избежание беспорядков приходилось подключать даже конную милицию. Козин пел в основном под фортепианный аккомпанемент Аркадия Покрасса, Давида Ашкенази, Владимира Сидорова (позднее под его же джаз-ансамбль), и гавайского ансамбля Бориса Бокру-Крупышева. Вдохновение его было таково, что он с гордостью вспоминал, что в каждом концерте исполнял без микрофона и усилительной техники до сорока песен.
По его собственным словам, аккомпанировал Сталину, когда тот пел русские частушки.

### Во время Великой Отечественной войны
В годы Великой Отечественной войны Козин выступал с концертами в частях действующей армии. По распоряжению наркома путей сообщения ему для поездок был выделен специальный вагон. Пластинки с записями Козина попадали в особую категорию (не подлежали сдаче на переплавку). В 1941 году Козин подготовил программу, в которую вошла его патриотическая песня «Москва» («Нет, моя Москва не будет взята ими…»).
В ряде публикаций есть утверждения о том, что Козин выступал на концерте перед главами антигитлеровской коалиции во время Тегеранской конференции в 1943 году. Такого концерта в действительности не было.
В предвоенные и военные годы у Козина было выпущено более 50 пластинок в Грампласттресте.

### Арест и осуждение
В мае 1944 года Козин был арестован, а в феврале 1945 года осуждён Особым совещанием при НКВД СССР на 8 лет исправительно-трудовых лагерей по трём статьям УК РСФСР: 58-10, часть вторая («контрреволюционная агитация в военное время»), 152 («развратные действия в отношении несовершеннолетних») и 154а («мужеложство»). То, что приговор вынесло особое совещание, указывает, что дело было однозначно политическим.
С 1945 года голос Козина пропал из эфира; пластинки не выпускались. Как писал в автобиографии 1959 года сам Козин, за некоторое время до ареста у него произошёл словесный конфликт с Лаврентием Берией, причиной стало невыполненное обещание Берии эвакуировать родных Козина из Ленинграда, где они и погибли. Много лет спустя Козин рассказывал журналисту Феликсу Чуеву, что в личной беседе Берия высказал ему претензию об отсутствии в репертуаре песни о Сталине.  Во время следствия Козин сидел в Лубянской тюрьме, в том числе некоторое время в одной камере с драматургом Валерием Фридом. Отбывал наказание на Колыме. Был досрочно освобождён в 1950 году за примерное поведение и хорошую работу. В справке, выданной управлением лагерей, в графе «по какой статье осуждён» был поставлен прочерк. Посетившему Козина в 1981 году журналисту Ф. Чуеву показывал справку, в которой было написано «По делу НКВД» без указания статьи, и документ об освобождении «за ударную работу».
Биографы певца отмечают, что срок Козин отбывал легко, к тяжёлым физическим работам не привлекался, работал в Магаданском музыкально-драматическом театре наряду с другими известными артистами-заключёнными Колымалага. От тяжёлых работ его спасла Александра Гридасова, начальник Маглага Севвостлага.
В 1947 году по доносу В. Козина был арестован драматург Л. В. Варпаховский.

### Возвращение на сцену
В 1950-е годы возобновил концертную деятельность сначала в Сибири, а затем и в европейской части СССР, наращивая былую популярность. Однако в 1959 году был повторно осуждён по статье 121 УК РСФСР («мужеложство»), совращение малолетних и отбывал наказание до 1961 года.
До конца жизни жил в Магадане, оставаясь своеобразной достопримечательностью города, человеком-легендой. На полке у него стояло полное собрание сочинений Сталина, сборник «Песни о Сталине». Пел «А я влюблен в бульвары Магадана», собирал вырезки из газет на международные темы и по искусству, имел много кошек, одну из них звали «Плисецкая».
В начале 1990-х годов в стране неожиданно проснулся интерес к забытому певцу. На центральных телеканалах вышло несколько передач, посвящённых его творчеству и таланту. На празднование 90-летнего юбилея певца в 1993 году в Магадан вылетела целая делегация известных деятелей культуры во главе с Иосифом Кобзоном. Был организован «Музыкальный салон Вадима Козина».
Вадим Алексеевич Козин скончался 19 декабря 1994 года в Магадане. Похоронен в Магадане на Марчеканском кладбище. За свою жизнь он создал около 300 песен, а его репертуар насчитывал свыше 3000 песен.
После его смерти музыкальный салон был преобразован в мемориальный музей-квартиру.

## Личная жизнь
Был гомосексуалом, достаточно рано осознавшим себя. Был вынужден подавлять свою сексуальную идентичность, в том числе из-за опасений быть арестованным. В связи с этим переживал сильный эмоциональный стресс на протяжении жизни. В мемуарах описывал сильное чувство стыда, неполноценности и, вместе с тем, сексуальной неудовлетворённости.
О гомосексуальности певца было хорошо известно органам государственной безопасности. Так, второй арест и последовавшее тюремное заключение стали результатом провокации, организованной сотрудниками КГБ.

## Описание голоса и творчества
Голос Козина — тёплый, мягкого тембра, свободно идущий наверх, подвижный и переливающийся. Напоминает голос Сергея Лемешева, однако более камерный, матовый и со специфическим носовым призвуком. Певец вспоминал, что его голос был, в принципе, поставлен от природы, поэтому учиться ему было легко и недолго, педагоги обращали внимание на точность интонации и предотвращение форсирования звука. Певец от природы был наделён не только приятным и проникновенным голосом, но и тонким музыкальным слухом и большим артистическим дарованием, сильным певческим и артистическим темпераментом, поэтому, в сущности, он был певцом-самородком, приобретшим в конце 1930-х годов большую популярность в Ленинграде и далее в СССР. Пение Козина в его лучшие годы (1930—1940-е годы) производит очень большое впечатление благодаря точнейшему интонированию, тонкому и проницательному прочувствованию материала песни, высокой музыкальной культуре и страстности исполнения. Козин — талантливый композитор-мелодист, его лучшие песни «Осень», «Любушка» неизменно популярны и в наше время, их исполняли И. Кобзон, Н. Никитский, Т. Кравцова и другие мастера эстрады. Козин — известный популяризатор цыганской таборной песенной культуры.

## Дискография
Грампластинки
- Прощай, мой табор / Всегда и везде за тобою. 1937 — Ногинский завод — 5597, Ногинский завод — 5784
- Калитка / Снова пою. 1938 — Ногинский завод — 5796, Ногинский завод — 6481
- Осень / Любушка. 1939 — Ногинский завод — 9571, Ногинский завод — 9572
- Маша / Песенка. 1939 — Апрелевский завод — 9203, Апрелевский завод — 9207
- Жалобно стонет / Нищая. 1939 — Ногинский завод — 9590, Ногинский завод — 9591

## Память

### Мемориальный музей-квартира в Магадане
Единственный в России музей, созданный в память о жизни и творчестве легендарного певца. В 1991 году, в преддверии его 90-летия, председатель магаданского горисполкома Г. Е. Дорофеев инициировал создание по соседству с квартирой певца музыкального салона, в котором он давал домашние концерты до конца своих дней, аккомпанируя себе на подаренном к 90-летию рояле «Беккер». В 1995 году глава администрации Магадана Николай Карпенко принял решение о создании мемориального музея в квартире, в которой певец жил с 1968 года, по адресу Школьный переулок, 1, квартира 9. Здесь сохранён интерьер, окружавший его много лет: пианино «Красный Октябрь», магнитофоны «Тембр», радиоприёмник с подводной лодки, мебель, предметы быта и личные вещи. Здесь Козин принимал гостей и пел для Бориса Штоколова, Олега Лундстрема, Евгения Евтушенко, артистов цыганского театра «Ромэн». Интеллектуальное и творческое наследие Вадима Козина составляют магнитные ленты, записанные певцом в домашних условиях в 1960 — 1970-е годы, обширная переписка и личные дневники конца 1950-х — начала 1990-х годов, обширная библиотека, собрание нот, афиши, страноведческая коллекции газетных публикаций, личный архив фотографий.
На концертах здесь звучат песни и романсы из репертуара певца и его современников, экспонируется коллекция живописных портретов певца, проходят литературно-музыкальные вечера и встречи участников дискуссионного клуба творческой и научной интеллигенции «Хороший разговор», работает Общественный совет под руководством мэра Магадана Владимира Печёного. Музей Вадима Козина является популярным туристическим объектом. Ежегодно его посещают около 4 тысяч человек.
Имя Козина встречается в рассказе Варлама Шаламова «Иван Фёдорович».
В своей автобиографии «Все потерять и вновь начать с мечты» пишет о Вадиме Козине и Вадим Туманов. В частности, такая деталь, свидетелем которой стал автор: 

«И тут происходит невероятное. Козин делает шаг вперед, почти к краю сцены, и говорит четко, с паузами между словами: — Я приехал петь для заключенных. Поэтому прошу лагерное начальство оставить нас одних. Зал цепенеет, не зная, как к этому отнестись. После короткого замешательства по знаку начальника лагеря офицеры и их семьи, а вслед за ними надзиратели покидают столовую»
.
Вадим Козин был упомянут Александром Розенбаумом в его песне «Серебристая Колыма»:
 На серебристой Колыме мы не скучаем по тюрьме,

 Здесь слезы наши до земли не долетают,

 На них здесь радуга висит, у дяди Козина спроси,

 А дядя Козин в этой жизни понимает. 
В 2009 году британский певец Марк Алмонд выпустил альбом Orpheus in Exile, содержащий англоязычные кавер-версии на песни Вадима Козина. 
В 2013 году к 110-летию со дня рождения в Магадане Вадиму Козину был установлен памятник в сквере на проспекте Карла Маркса, скульптор — Ю. С. Руденко.

### Петербург

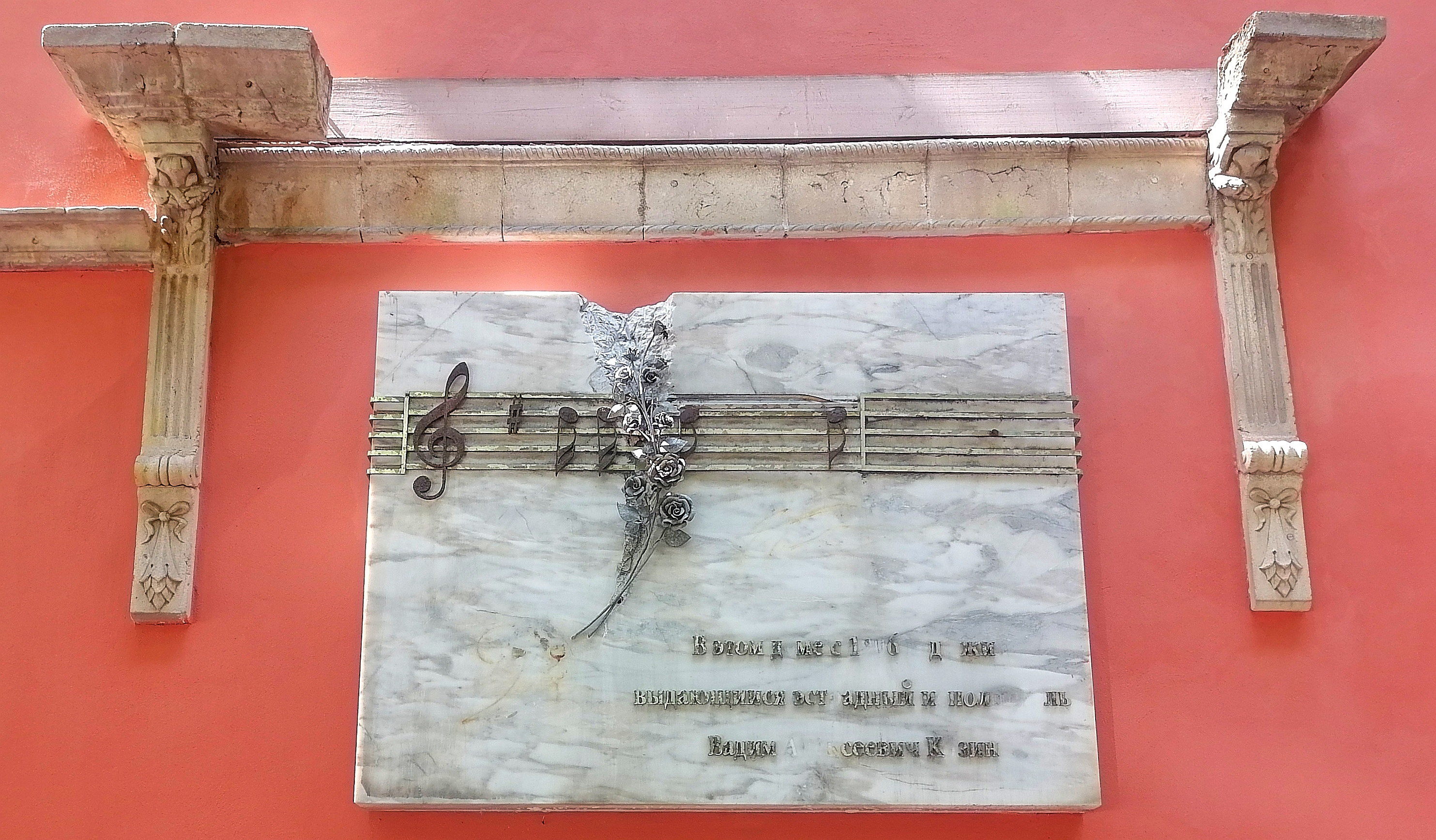
Мемориальная доска в Санкт-Петербурге

На Малой Посадской улице, д. 20 — в особняке, расположенном на участке, приобретённом в 1887 году купцом 1-й гильдии Гавриилом Васильевичем Козиным, родился его внук, будущий известный певец В. А. Козин. На доме установлена мемориальная доска работы заслуженного художника Грузии Роми Раквиашвили.